# Oregon
Oregon [ˈɑːɹɪgn̩] je savezna država na zapadu Sjedinjenih Američkih Država na Tihom Oceanu. Graniči s Kalifornijom, Washingtonom, Idahom i Nevadom. Sjeverna granica je rijeka Columbia, a istočna je rijeka Snake River.

## Ime
Naziv Oregon nastao je po španjolskom obliku 'orejon' (Big-Ear'; Uhonje), kojim je nazvano nekoliko indijanskih plemena koja su prakticirala nošenje velikih ušnih nakita.

## Okruzi (Counties)
Oregon se sastoji od 36 okruga (counties).

## Ekonomija
Isto kao i Aljaska, Delaware, Montana New Hampshire, Oregon nema PDV-a.

## Etničke zajednice
Indijanci: Ahantchuyuk, Alsea, Applegate (Dakubetede), Atfalati, Calapooya, Cayuse, Chasta Costa, Chelamela, Chepenafa, Chetco, Clackamas, Clatsop, Clowwewalla, Galice (Taltushtuntude),  Hanis, Klamath, Kuitsh (Lower Umpqua), Latgawa, Lohim, Luckiamute, Miluk,  Coquille (Mishikhwutmetunne), Modoc, Molala, Multnomah, Naltunnetunne, Santiam, Siletz, Siuslaw, Takelma, Tenino (:Kowasayee, Ochechote, Skinpah, Tapanash, Tilkuni, Tukspush, Wahopum, Wyam ili Deschutes), Tillamook (:Nehalem, Nestucca, Salmon River Indijanci, Tillamook), Tututni, Tyigh, Umatilla, Umpqua, Wasco, Watlala, Yamel, Yaquina i Yoncalla.

## Vanjske poveznice
- Travel Oregon(engl.)

- Oregon News, News Sources, and News Searches  Arhivirana inačica izvorne stranice od 10. studenoga 2012. (Wayback Machine)(engl.)
- Oregon History Project(engl.)
- The Oregonian Novine(engl.)